# 4 محرم
- السبت
- الأحد
- الاثنين
- الثلاثاء
- الأربعاء
- الخميس
- الجمعة

- 306 يوليو 2024
- 17 يوليو 2024
- 28 يوليو 2024
- 39 يوليو 2024
- 410 يوليو 2024
- 511 يوليو 2024
- 612 يوليو 2024
- 713 يوليو 2024
- 814 يوليو 2024
- 915 يوليو 2024
- 1016 يوليو 2024
- 1117 يوليو 2024
- 1218 يوليو 2024
- 1319 يوليو 2024
- 1420 يوليو 2024
- 1521 يوليو 2024
- 1622 يوليو 2024
- 1723 يوليو 2024
- 1824 يوليو 2024
- 1925 يوليو 2024
- 2026 يوليو 2024
- 2127 يوليو 2024
- 2228 يوليو 2024
- 2329 يوليو 2024
- 2430 يوليو 2024
- 2531 يوليو 2024
- 261 أغسطس 2024
- 272 أغسطس 2024
- 283 أغسطس 2024
- 294 أغسطس 2024
- 15 أغسطس 2024
- 26 أغسطس 2024
- 37 أغسطس 2024
- 48 أغسطس 2024
- 59 أغسطس 2024

4 مُحرَّم أو 4 مُحرَّم الحرام أو يوم 4 \ 1 (اليوم الرابع من الشهر الأوَّل) هو رابع أيَّام السنة وفق التقويم الهجري القمري (العربي). يبقى بعده 350 أو 351 يومًا لانتهاء السنة.

## أحداث
- 252 هـ - تولي المعتز بالله محمد أبي عبد الله بن المتوكل علي بن جعفر بن المعتصم خلافة الدولة العباسية، وهو الخليفة الثالث عشر في سلسة خلفاء الدولة العباسية.
- 617 هـ - سقوط مدينة بخارى أمام قوات المغول بقيادة جنكيز خان بعد حصار دام ثلاثة أيام، وقام المغول بطرد أهل بخارى، وقتلوا من بقي بداخل المدينة وأنهوا عملهم الوحشي بإحراق المدينة.
- 1102 هـ - العثمانيون يتمكنون من نزع السيطرة على قلعة بلغراد من يد الألمان، وتعد هذه القلعة من أحصن القلاع، وكانت مكونة من 9 طوابق، و116 برجا، واستشهد من العثمانيين في سبيل ذلك 5 آلاف جندي.
- 1264 هـ - استسلام الأمير عبد القادر الجزائري للفرنسيين.
- 1314 هـ - صدور مجلة "الفردوس" النسائية في القاهرة، أصدرتها لويزا حبالين وهي أول مجلة نسائية تصدر في القاهرة، وكانت مجلة شهرية.
- 1333 هـ - قيام قوة بريطانية قادمة من الهند باحتلال مدينة البصرة العراقية أثناء اشتعال الحرب العالمية الأولى، وكان الهدف من ذلك حماية أنابيب البترول وتأمين وصول الإمدادات.
- 1362 هـ - الحبيب بورقيبة يلتقي بالزعيم الفاشي الإيطالي بينيتو موسوليني في قصر أليسبيجي وذلك بعد إفراج القوات الألمانية عنه إثر اعتقاله في فرنسا.
- 1372 هـ - نزع ملكية 6800 فدان من أملاك ولي عهد مصر الأمير محمد علي بن فاروق (ابن الملك فاروق) تنفيذا لقانون تحديد الملكية الذي أصدرته ثورة 1952 في مصر وذلك عقب قيامها بشهرين.
- 1384 هـ - احتفال مصر بإنهاء المرحلة الأولى من بناء السد العالي المقام على نهر النيل ؛ ليقي مصر من تفاوت منسوب الفيضان السنوي وليوفر لها الكهرباء.
- 1388 هـ - تجلي القديسة العذراء مريم فوق قباب كنيسة السيدة العذراء بالزيتون في مصر.
- 1425 هـ - مقتل 570 شخصا وإصابة المئات في زلزال ضرب شمال المغرب، وبلغت شدة الزلزال 6.5 درجات بمقياس ريختر.
- 1427 هـ - غرق العبارة المصرية السلام 98 العاملة بين مصر والسعودية في البحر الأحمر أثناء إبحارها من منطقة تبوك إلى سفاجا، وأدى ذلك إلى غرق أكثر من 1033 شخص.
- 1433 هـ - ملك المغرب محمد السادس يكلف زعيم حزب العدالة والتنمية عبد الإله ابن كيران بتشكيل الحكومة الجديدة وذلك بعد حصول حزبه على الأغلبية في الانتخابات التشريعية، وهي الحكومة الأولى في المغرب التي يشكلها زعيم حزب حصل على أغلبية في البرلمان.
- 1438 هـ - السلطات الإسرائيلية تعتقل ناشطات أسطول الحرية 4 وتقتادهن لميناء أشدود.

## مواليد
- 1108هـ - محمود الأول، الخليفة الرابع والعشرين في سلسة سلاطين وخلفاء الدولة العثمانية.
- 1333هـ - عطية صقر، رجل دين مصري، وأحد علماء الأزهر الشريف.
- 1382هـ - مصطفى الآغا، إعلامي سوري.
- 1383هـ - عمر بن حفيظ، رجل دين يمني، ومؤسس دار المصطفى للدراسات الإسلامية.
- 1395هـ - أيجا بنجول، ممثلة تركية.
- 1400هـ - نهاد قهوجي، لاعب كرة قدم تركي.
- 1402هـ - تركي عبد الله، مغني سعودي.
- 1403هـ -
  - ملحم زين، مغني لبناني.
  - شيخة زويد، ممثلة بحرينية.

## وفيات
- 371 هـ - غالب بن عبد الرحمن الناصري، صاحب مدينة سالم والثغر الأدنى وشيخ موالي بني أمية وفارس الأندلس.
- 1289 هـ - مهدي الحلي، شاعر عراقي.
- 1339 هـ - محمد تقي الشيرازي عالم دين شيعي إثني عشري.
- 1364 هـ - عباس حلمي الثاني، آخر خديوي لمصر.
- 1390 هـ - أحمد فؤاد الأهواني، أستاذ بجامعة القاهرة، وأحد رواد علم النفس في العالم العربي.
- 1410 هـ - ميخائيل بلدي، شاعر وروائي سوري.
- 1419 هـ - حمد عبد المحسن المشاري، عضو سابق في مجلس الأمة الكويتي.
- 1423 هـ - إبراهيم جاسم البحوه، دبلوماسي كويتي.
- 1430 هـ - إحسان القلعاوي، ممثلة مصرية.
- 1431 هـ - حسين علي المنتظري، رجل دين إيراني.

## وصلات خارجية
- موقع قصة الإسلام: حدث في شهر محرم.